# Campionati asiatici di ciclismo su strada - Gara in linea femminile Juniors
La Gara in linea femminile Juniors è uno degli eventi disputati durante i Campionati asiatici di ciclismo su strada. Per la prima volta fu corsa nel 2001. Dal 2004 viene corsa annualmente, con la sola eccezione del biennio 2020-21, quando venne annullata a causa della pandemia da COVID-19.

## Albo d'oro
Aggiornato all'edizione 2023.
| Anno | Vincitore                                        | Secondo                                          | Terzo                                            |
| ---- | ------------------------------------------------ | ------------------------------------------------ | ------------------------------------------------ |
| 2001 | Han Song-Hui                                     | Thi Hai Ha Nguyen                                | Choi Hye-Kyeong                                  |
| 2004 | Mayuko Hagiwara                                  | Son Hee-Jung                                     | Ma Libo                                          |
| 2005 | Son Hee-Jung                                     | Park Eun-Mi                                      | Ha Seon-Ha                                       |
| 2006 | Thatsani Wichana                                 | Mariya Kireyeva                                  | Kim Eun-Hee                                      |
| 2007 | Kim Hye-Rim                                      | Mariya Kireyeva                                  | Fatehah Mustapa                                  |
| 2008 | Na Ah-reum                                       | Son Eun-Ju                                       | Lee Ae-Jung                                      |
| 2009 | Rhee Hee-Joo                                     | Lin Jia Hui                                      | Thi Thu Doan                                     |
| 2010 | Kim Hyun-Ji                                      | Thi That Nguyen                                  | Lin Jia Hui                                      |
| 2011 | Leung Bo Yee                                     | Thi That Nguyen                                  | Liu Wai Ting                                     |
| 2012 | Marzhan Baitleuova                               | Pang Yao                                         | Lin Yi Ju                                        |
| 2013 | Pang Yao                                         | Kiyoka Sakaguchi                                 | Razan Soboh                                      |
| 2014 | Nadezhda Geneleva                                | Yumi Kajihara                                    | Kiyoka Sakaguchi                                 |
| 2015 | Yumi Kajihara                                    | Chang Yao                                        | Leung Hoi Wah                                    |
| 2016 | Misuzu Shimoyama                                 | Chang Ting Ting                                  | Yumena Koizumi                                   |
| 2017 | Chang Yue                                        | Misuzu Shimoyama                                 | Chaniporn Batriya                                |
| 2018 | Vivien Chiu                                      | Anna Iwamoto                                     | Marina Kurnossova                                |
| 2019 | Lee Sze Wing                                     | Anna Iwamoto                                     | Tsuyaka Uchino                                   |
| 2020 | non disputata a causa della pandemia da COVID-19 | non disputata a causa della pandemia da COVID-19 | non disputata a causa della pandemia da COVID-19 |
| 2021 | non disputata a causa della pandemia da COVID-19 | non disputata a causa della pandemia da COVID-19 | non disputata a causa della pandemia da COVID-19 |
| 2022 | Sofiya Karimova                                  | Alina Spirina                                    | Dariya Kazakbay                                  |
| 2023 | Thi Ngoc Thao Thach                              | Yevgeniya Zaam                                   | Asal Rizaeva                                     |

## Medagliere
| Pos.   | Nazione       | Oro | Argento | Bronzo | Totale |
| ------ | ------------- | --- | ------- | ------ | ------ |
| 1      | Corea del Sud | 6   | 3       | 4      | 13     |
| 2      | Hong Kong     | 4   | 1       | 2      | 7      |
| 3      | Giappone      | 3   | 5       | 3      | 11     |
| 4      | Kazakistan    | 2   | 4       | 2      | 8      |
| 5      | Vietnam       | 1   | 3       | 1      | 5      |
| 6      | Thailandia    | 1   | 0       | 1      | 2      |
| 6      | Cina          | 1   | 0       | 1      | 2      |
| 6      | Uzbekistan    | 1   | 0       | 1      | 2      |
| 9      | Taipei cinese | 0   | 3       | 2      | 5      |
| 10     | Malaysia      | 0   | 0       | 1      | 1      |
| 10     | Giordania     | 0   | 0       | 1      | 1      |
| Totale | Totale        | 19  | 19      | 19     | 57     |